# Häröfjärden
Häröfjärden är en fjärd i Åland (Finland). Det ligger i den östra delen av landskapet, 70 km öster om huvudstaden Mariehamn.